# Сульфат актиния(III)
Сульфат актиния(III) — Ac2(SO4)3, неорганическое соединение, актиниевая соль серной кислоты. Белое вещество, мало растворимое в холодной воде (лучше, чем сульфат свинца).
Образуется в виде кристаллического осадка при действии на растворы солей актиния водорастворимыми сульфатами:
{\displaystyle {\mathsf {2Ac^{3+}+3SO_{4}^{2-}=Ac_{2}(SO_{4})_{3}\downarrow }}}